# Hillman Hunter
Hillman Hunter – samochód osobowy klasy średniej produkowany pod brytyjską marką Hillman w latach 1966–1976 oraz pod amerykańską marką Chrysler w latach 1976–1979.

## Historia i opis modelu

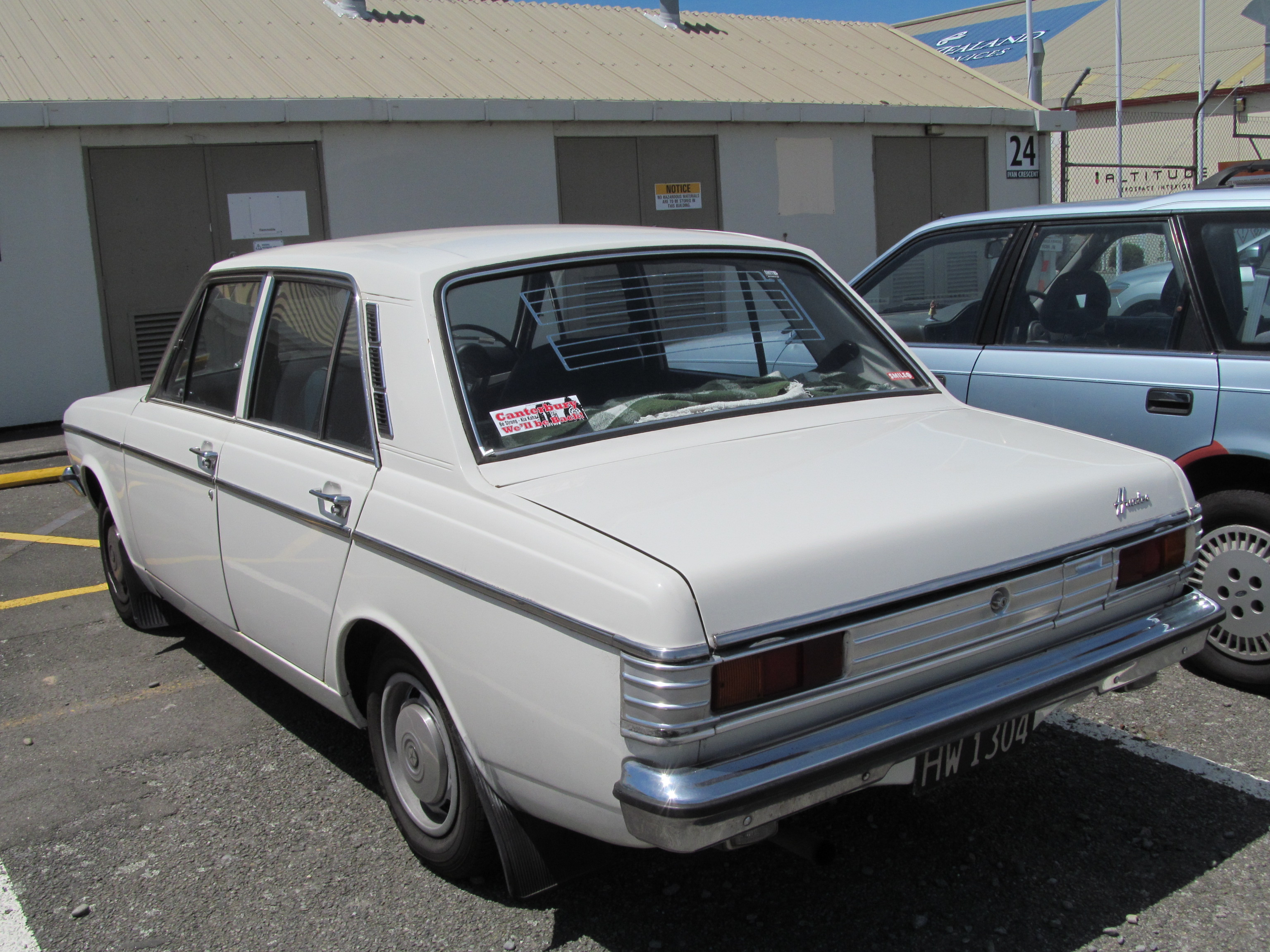
Hillman Hunter – tył

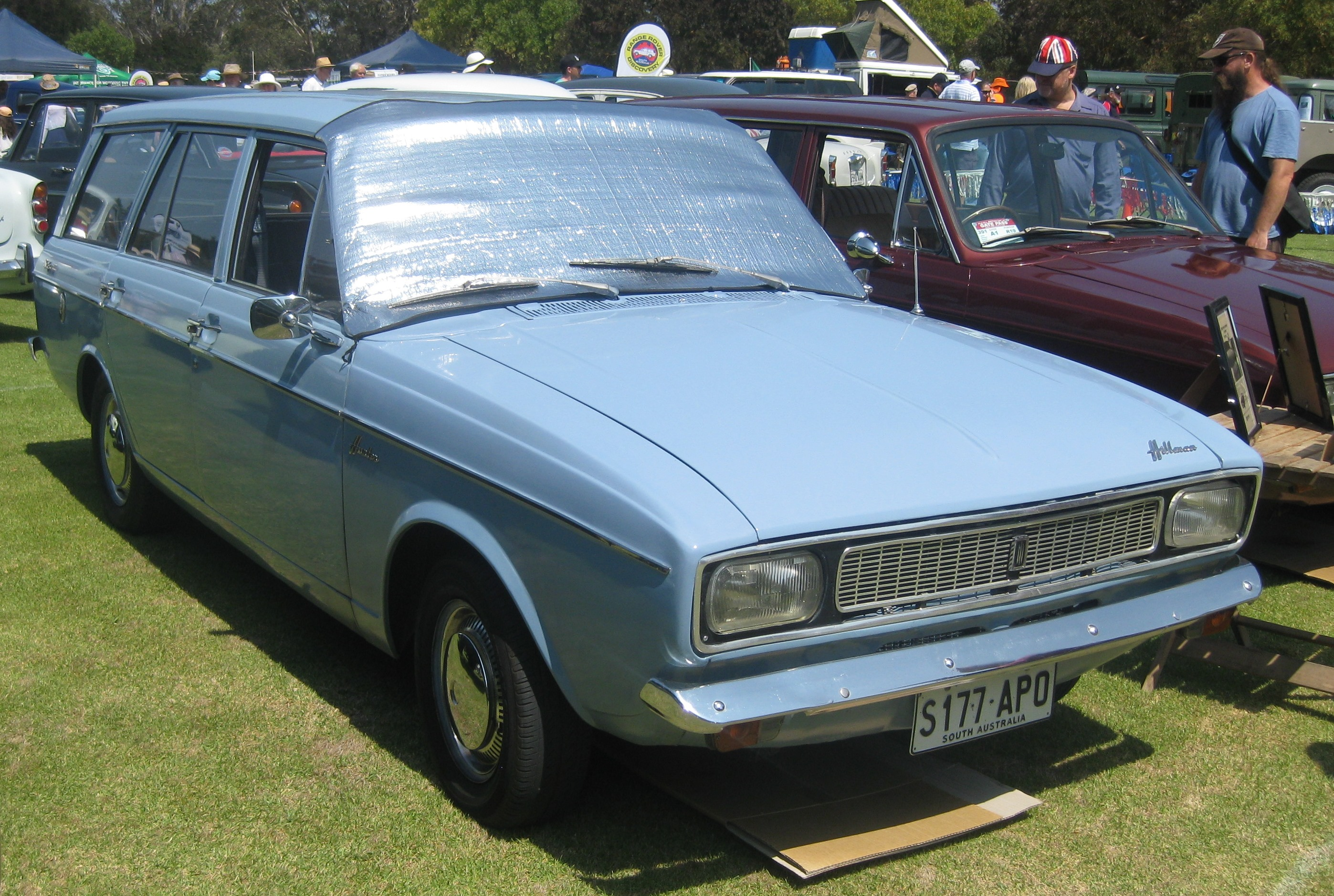
Hillman Hunter Kombi

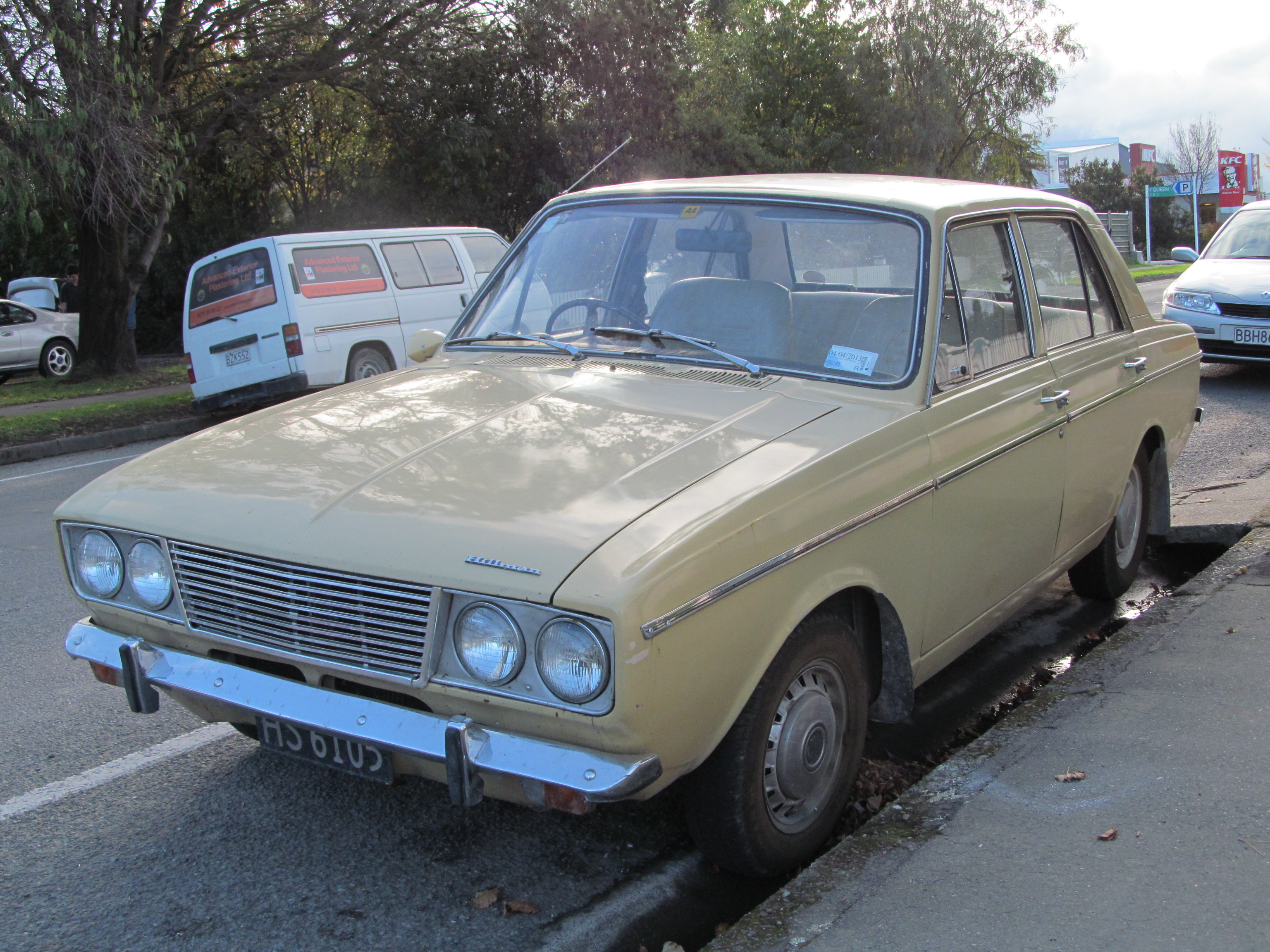
Hillman Hunter GL

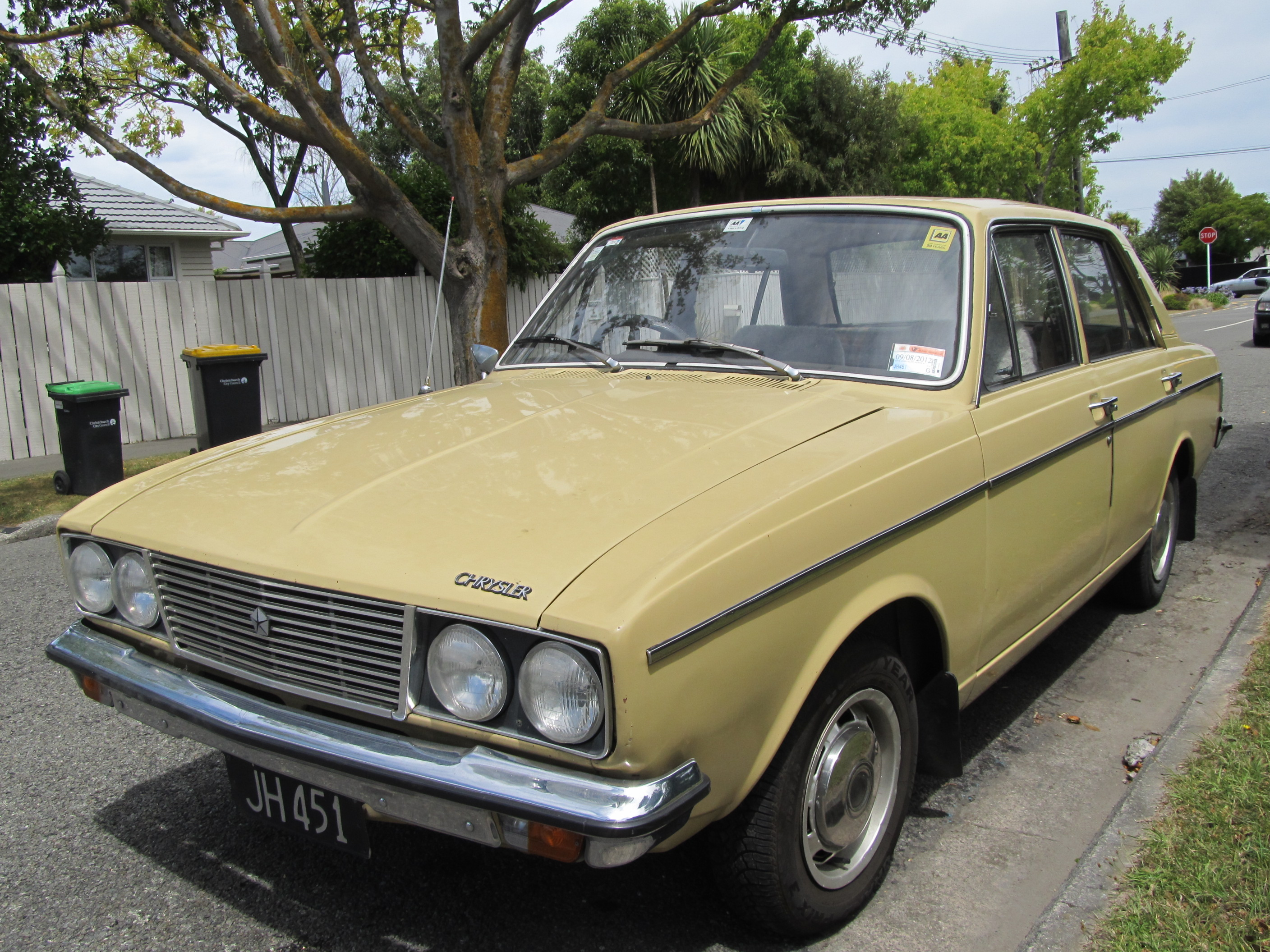
Chrysler Hunter

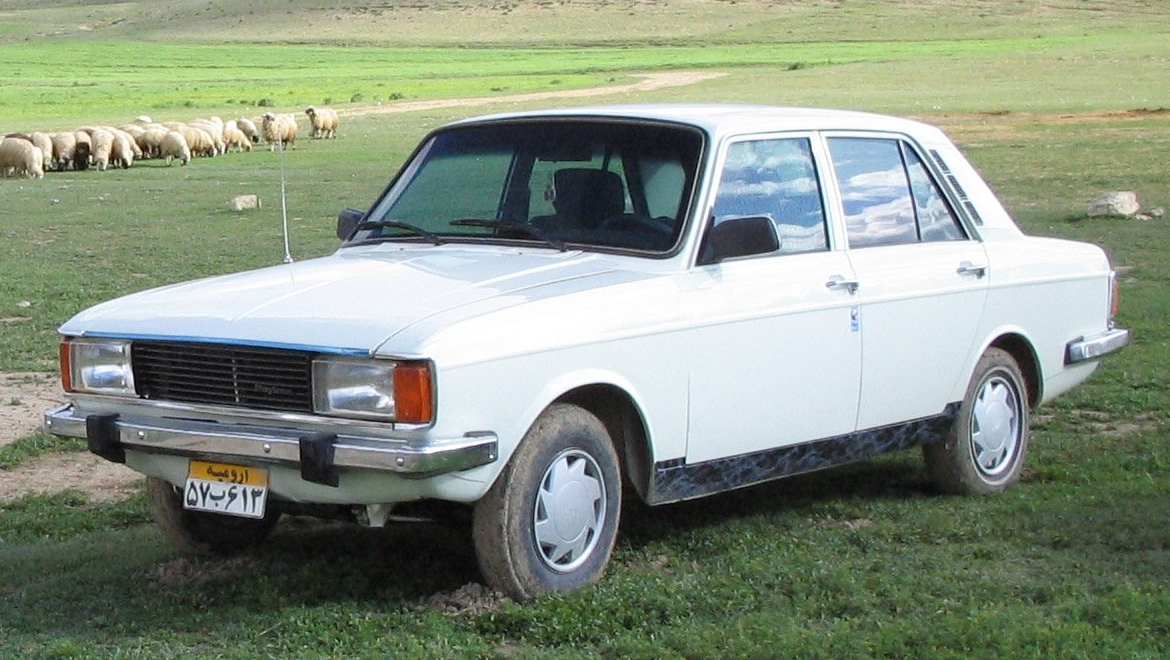
irański Paykan

W 1966 roku brytyjskie przedsiębiorstwo Rootes zaprezentowało nowy model średniej wielkości samochodu, który w portfolio podległych marek i linii modelowych miał uzupełnić ofertę jako rodzinna konstrukcja konkurująca m.in. z Vauxhallem Victorem. Podstawową marką, pod jaką oferowano nowy model, był Hillman, a podstawowym modelem – Hunter. Oferta nadwoziowa składała się początkowo z 2 oraz 4-drzwiowego sedana, a także 5-drzwiowego kombi. Pod maską montowane były dwie jednostki napędowe, a napęd przenoszony był na tylną oś.

### Nazwy
Zgodnie z polityką nazewniczą stosowaną wówczas przez firmę Rootes, Hillman Hunter był pojazdem oferowanym pod różnymi nazwami w zależności od wariantu wyposażenia i docelowego grona klientów. Podstawowe warianty pod marką Hillman, poza Hunter, nosiły także nazwy: Minx, Hustler, GT, Break de Chasse, Arrow i Estate Car. Ponadto, bardziej luksusowy wariant sprzedawano pod marką Humber jako Humber Sceptre, a topowe i najdroższe wersje oferowano pod marką Singer jako Singer Gazelle i Singer Vogue.

### Zmiana marki
Po tym, jak Rootes zostało przejęte przez nowo powstałe Chrysler Europe, wszystkie modele Hillmana wraz z modelem Hunter zostały przemianowane na nową markę. Przez kolejne 2 lata samochód oferowano w Europie, a także Australii i Nowej Zelandii jako Chrsyler Hunter.

### Inne rynki
Hillman Hunter nosił różne nazwy nie tylko na wewnętrznym, brytyjskim rynku. Pojazd ten był samochodem o międzynarodowym zasięgu, podobnie jak inne konstrukcje Rootes z tego okresu będąc dostępnym w sprzedaży pod różnymi markami i nazwami w zależności od konkretnego rynku zbytu. W Europie kontynentalnej samochód sprzedawano pod marką Sunbeam jako Sunbeam Hunter i pozostałymi nazwami z rynku brytyjskiego. W Republice Południowej Afryki pojazd oferowano pod markami Dodge i Chrysler jako Dodge Husky i Chrysler Vogue.
W 1967 roku irańskie przedsiębiorstwo IKCO kupiło licencję na produkcję modelu na wewnętrznym rynku pod nazwą Paykan, gdzie po kolejnych modernizacjach i restylizacjach samochód produkowany był przez kolejne 38 lat, aż do 2005 roku.

### Silniki
- L4 1.5l
- L4 1.7l